# Вайсберг Матвій Семенович
Матві́й Семе́нович Ва́йсберг (28 грудня 1958, Київ) — український  живописець єврейського походження, графік, художник книги. Живе та працює в Києві.

## Життєпис
Матвій Вайсберг народився в Києві у родині шахіста Семена Вайсберга і мистецтвознавця Шелі Гарцман. Його дідом був поет Матвій Гарцман. Бабця з боку батька — семиразова чемпіонка України з шахів Берта Вайсберг. Закінчив Республіканську художню школу ім. Т. Г. Шевченка та відділення книжкової графіки Українського поліграфічного інституту ім. Івана Федорова (1985). Від 1982 року представляв свій живопис, від 1988 брав участь у групових виставках в Україні (поза заходами Союзу художників) та за кордоном. 1990 року в Музеї історії Подолу відбулася його перша персональна виставка. Загалом брав участь у більше ніж 50-ти персональних та групових виставках, в тому числі в Національному художньому музеї (1997, 2012), Київському музеї російського мистецтва (2003, 2005), Черкаському художньому музеі (2014), Музеї Берлінської стіни, Українському інституті Америки (Нью-Йорк, 2014), Європейському домі (Лондон, 2014) Національному музею Грузії, Мінистестві юстиції Королівства Нідерланди та ін.

## Творчість
|                    | Бути художником – дуже ризиковане заняття. Це як без знання лоцій вирушити з пункту А в невідомий пункт, не знаючи, чи він взагалі існує. |
| — Матвій Вайсберг, | |

Зазнав значного впливу творчості Жоржа Руо, Хайма Сутіна, Франсіско Гойї та ін. Відштовхувався від задушливих умов  андеграунду,  відчутних за радянські часи. Матвій згадує: «Найголовніше, що мене турбувало – це подвійність. Одне кажуть удома, інше – на роботі. Мені здається, що ця річ нас переслідує до сих пір. І завдяки цьому – всі інші вади. Треба йти прямо, дивитися прямо.» Разом з критиком Андрієм Мокроусовим розробив концепцію художнього ар'єргарду, яку ілюструє в своїй творчості. Далекий від міметичності, разом з тим він ніколи не був близьким до абстракціонізму. Не усвідомлюючи себе релігійним художником і вірянином в ортодоксальному розумінні, він повсякчасно звертається до біблійної тематики (Дні творення, 2000, Книга Йова, Сцени з Танаху). У 2014 році несподівано для себе звертається до сучасних подій, які відбувалися у Києві у 2013-14 рр., внаслідок чого він створив цикл під назвою «Стіна». Після початку повномасштабного вторгнення росії в Україну створив декілька серій, зокрема графічну серію "Дорожній щоденник", живописні серії "Тонка червона лінія", "Караван" тощо.
Час від часу звертаючись до натюрморту, митець так окреслює сутність цього жанру: «Натюрморт — серйозний і складний жанр. Мабуть, у ньому можна малювати майже все. Питання — хто це робить. Має бути певний катарсис, художник повинен пропустити крізь себе сюжет, а не просто демонструвати предмети»".
Є одним із фундаторів об'єднання «Синій Жовтень».

### Живописні цикли
Автор багатьох живописних циклів та серій, зокрема, «Сім днів»(1998—1999) , «Юдейська пустеля» (2001), «Антропний принцип» (2004—2008) , «Пляски» (2006—2009), «Сцены з ТаНаХу» (2006), «Pur Vital» (2006), «Тридвадва» (2009), «Стіна» (за гравюрами Ганса Гольбейна-мол. до Старого Заповіту, 2009) , «Небеса німують» (2008-) та ін.
У період з 28.01.2014 по 08.03.2014 зробив живописну серію «Стіна», яку навіяли події Майдану в Києві 2014 року, свідком і учасником яких був автор. «Стіна» складається з 28 робіт, кожна розміром 45х60 см, які експонуються єдиним блоком — стіною. "У картинах цієї серії, навіяних «Чорними картинами» Гої, прочитується кров, вогонь і страх, але й почуття надії", зазначає Нью-Йорк таймс.  " На цей час серію було показано у Києві, Лондоні, деякі елементи — у Берліні та Нью-Йорку. У майбутньому плануються виставки в містах США, Італії, України.

З 5 квітня 2017 року «Стіна» експонуватиметься в Музеї українського живопису в Дніпрі.
5 березня 2015 року виставка «Стіна» була відкрита в Сеймі Республіки Польща в Варшаві.
Наприкінці 2015 року в просторі Mystetska Zbirka Art Gallery (Київ) відбулася виставка «Бестіарій», на якій були представлені роботи різних років, що зображують риб, птахів і звірів. Скульптура в живописі — давня тема автора, для виконання якої він винайшов власну техніку, використовуючи рельєфну акрилову пасту і традиційний живопис, а основою служили фільонки старих дверей і частково круглі дощечки від піци.
В Національному музеї Грузії з 12 лютого по 6 березня 2016 року проходить персональна виставка Матвея Вайсберга, на якій представлено кілька живописних серій майстра.
У квітні 2017 року в культурному центрі «Дім МК» (Майтер Клас) відбулася персональна виставка «Сім днів». Ця виставка є своєрідною рефлексією сучасного художника про створення світу, його інтерпретація на основі біблійного тексту, середньовічних ілюстрацій та іконографії «мацев» — юдейських надгробків. Серія робіт «Сім днів» написана Матвієм Вайсбергом у 1999 році. У її основі — ілюстрації «Сараєвської Агади» — ілюмінованого сефардського рукопису XIV століття, який потрапив у поле зору художника в 1995 році в Німеччині.

24 квітня 2019 року в приміщенні Національного художнього музею України відбулася ретроспективна виставка Матвія Вайсберга «Людський фактор». Під час виставки було презентовано артбук «Живопис», підготовлений і випущений аукціонним домом «Дукат». До альбому увійшло понад 500 робіт, що охоплюють 44 роки творчого життя художника — від картини «Натюрморт» 1974 року до картин, датованих 2018 роком.
З першого березня по 9 травня 2022 року зробив серію "Дорожній щоденник", яку малював в трьох країнах - Польщі, Чехії, Німеччині, де перебував під час вимушенного вигнання, пов'язаного з війною, що її розв'язала путинська росія проти України. Серія була представлена на виставці в галереї "Дукат" у Києві в липні 2022 року, а також в жовтні цього ж року експонувалась в Мінистерстві юстиції Королівства Нідерланди. Видавництво "Фоліо" видає цю графічну серію у книжці разом з віршами Сергія Жадана.
В травні 2023 року разом з кураторами Розою Тапановою і Олегом Сосновим та художниками Віталієм Кравцом і Володимиром Якухно зробив три монументальних панно в історико-меморіальному заповіднику "Бабин Яр".

### Графіка
Матвій Вайсберг ілюстрував книги Шолом-Алейхема, Е. Багрицького, І. Бабеля, Г. Кановича, Х. Ортеги-і-Гассета, К. Г. Юнга, С. К'єркегора, Ф. Достоєвського, Йозефа Рота. Також зробив ілюстрації до невиданої поки що книги "Колимські оповідання" Варлама Шаламова в українському перекладі.

## Роботи в музеях та галереях
Твори Матвія Вайсберга знаходяться в музеях та приватних колекціях України, Італії, Німеччини, США, Великої Британії, Ізраїля, Литви та інших країн.
У 2014 році музей Маґнес (Берклі, Каліфорнія) придбав 12 робіт Матвія Вайсберга, в тому числі портрети відомих єврейських поетів та письменників. На 4 портретах зображено єврейських поетів вихідців з України, що писали мовою їдиш, яких було розстріляно органами НКВС у 1952 р. у справі Єврейського антифашистського комітету (ЄАК): Іцик Фефер (1900—1952), Лев Квітко (1890—1952), Перец Маркіш (1895—1952) і Давид Гофштейн (1889—1952). На інших 4 портретах — письменники і поети Шолом-Алейхем, Осип Мандельштам, Борис Пастернак і Давид Бергельсон.

## Громадянська позиція
Не є членом Національної Спілки художників. Своє ставлення до офіційно-номенклатурної системи висловив у таких словах: 
|  | Я увидел всю существующую там градацию поклонов и рукопожатий. Никого не хочу обидеть, но душа квантово не разделяется — если ты отдал, то изволь отдать всё. |
Був активним учасником протестних акцій під час Помаранчевої революції 2004 року і Євромайдану 2013—2014 рр.
У 2015 році разом з Олексієм Белюсенком провів майстер-клас із живопису та декорування деревини для дітей переселенців та дітей бійців АТО. Майтер-клас відбувся в таборі «Лісова застава». Художники вчили дітей опановувати техніку декорування деревини під золото й творити картини за допомогою валика, фарби та скла.
У липні 2018 року підтримав відкритий лист українських діячів культури до ув'язненого у Росії українського режисера Олега Сенцова